# Pod Lasem (Ełk)
Osiedle Pod Lasem – osiedle mieszkaniowe we wschodniej części Ełku. Osiedle od strony zachodniej graniczy z ulicą Przemysłową, będącą częścią obwodnicy Ełku, od strony południowej i wschodniej otoczone jest lasem (Bór Ełcki). Jest obok osiedla Wczasowego jednym z dwóch najmniejszych osiedli miasta. Przeważającą formę architektoniczną stanowi zabudowa jednorodzinna. Nazwa osiedla pochodzi od miejsca jego lokalizacji.
W lipcu 2012 ukończono modernizację osiedla: budowa jezdni, chodników, sieć kanalizacji deszczowej, instalacja latarni.

## Ulice
- ul. Jagodowa
- ul. Konwaliowa
- ul. Malinowa
- ul. Poziomkowa
- ul. Przemysłowa 65
- ul. Rumiankowa
- ul. Sasankowa
- ul. Wrzosowa